# Equichlamys
Equichlamys is een monotypisch geslacht van tweekleppigen uit de familie van de Pectinidae (mantelschelpen).

## Soorten
- Equichlamys bifrons (Lamarck, 1819)